# Maniga
Maniga (szlovákul Malženice) község Szlovákiában, a Nagyszombati kerületben, a Nagyszombati járásban.

## Fekvése
Nagyszombattól 10 km-re, északkeletre fekszik.

## Története
A község területén már a kőkorszaktól fogva éltek emberek.
Első írásos említése a zobori apátság birtokainak 1113-ban kelt leírásában történik. A bencéseket követően a 12. és 13. században a johannita templomos lovagrend birtoka volt. A tatárjárás következtében a falu valószínűleg elpusztult. 1268-ban IV. Béla király Manigát Conch nagyszombati bíró fiának adta. Az adománylevélben a falu már Maniga alakban szerepel. A következő századokban több nemesi család birtoka volt. Jelentőségét növelte, hogy erre haladt át a Pozsonyt és Bécset Lengyelországgal és a Balti-tengerrel összekötő kereskedelmi út.
Vályi András szerint: "MANIGA. Malzenicze. Tót falu Nyitra Várm. földes Ura G. Batthyáni Uraság, lakosai külömbfélék, fekszik Bucsánhoz nem meszsze, és annak filiája, földgye jó, piatzozása Galgóczon, és Nagy Szombatban, malma helyben, fája, és szőlő hegye nints, legelője szűk."
Fényes Elek szerint: "Maniga (Malszenicz), tót falu, Nyitra vmegyében: 547 kath., 11 zsidó lak. Fekszik a Bláva vize mellett a N. Szombatról Vágh-Ujhelyre vivő országutban. Földe, rétje igen sok; bort termeszt; erdeje, vizimalma, s kath. paroch. temploma van. F. u. gr. Batthyáni Jánosnő."
Nyitra vármegye monográfiája szerint: "Maniga, Pozsonymegyével határos község, 728 r. kath. vallásu, tótajku lakossal. Postája Nagy-Bucsány, táviró és vasúti állomása Galgócz vagy Lipótvár. E község már a XII. század elején fennállott. Egy századdal később a keresztes vitézek voltak a birtokosai; 1756-ban pedig már mezőváros volt és egyháza mint Ecclesia oppidi Maniga említtetik. Templomának 1787-ből származó kis harangja még az "oppidi Manigensis" feliratot viseli. Plébániája már 1396-ban fennállott. Templomi edényei közt van egy értékes vert mívű kehely, melyet e század elején a Milkovics-család adományozott. A község földesurainak pallos jogát még most is jelzi a "Nyifki" nevű dűlőn álló kőoszlop."
A trianoni diktátumig Nyitra vármegye Galgóci járásához tartozott.

## Népessége
| Év:            | 1994. | 2004.    | 2014.    | 2024.   |
| -------------- | ----- | -------- | -------- | ------- |
| Emberek száma: | 1017  | 1266     | 1428     | 1507    |
| Eltérés:       |       | +24,48 % | +12,79 % | +5,53 % |

| Év:            | 2023. | 2024.   |
| -------------- | ----- | ------- |
| Emberek száma: | 1534  | 1507    |
| Eltérés:       |       | -1,76 % |

1910-ben 906 lakosából 886 szlovák és 19 magyar anyanyelvű volt.
2001-ben 1146 lakosából 1142 szlovák volt.
2011-ben 1377 lakosából 1361 szlovák.

## Neves személyek
- Itt született Ábel Ferenc (1722–1784) jezsuita szerzetes, tanár, hitszónok.
- Itt született Alagovich Sándor (1760-1837) zágrábi püspök.
- Itt született Schöpflin Aladár (1872-1950) magyar műkritikus, irodalomtörténész, író, műfordító.

## Külső hivatkozások
- A község információs portálja
- E-obce.sk Archiválva 2008. június 8-i dátummal a Wayback Machine-ben